# فرانشيسكو ألغاروتي
الكونت فرانشيسكو ألغاروتي (11 ديسمبر 1712 - 3 مايو 1764) كان عالمًا موسوعيًا وفيلسوفًا وشاعرًا وكاتب مقالات وعاشقًا للغة الإنجليزية وناقدًا فنيًا وجامعًا فنيًا إيطاليًا. كان رجلًا واسع المعرفة، وخبيرًا في النيوتونية والهندسة المعمارية والأوبرا. كان صديقًا لفريدريك الثاني ولأبرز المؤلفين في عصره، مثل فولتير، وجان بابتيست دي بوير، وماركيز دارجنز، وبيير لويس دي موبرتوي. وكان الملحد جوليان أوفري دي لا ميتري. واللورد تشيسترفيلد، وتوماس جراي، وجورج ليتيلتون، وتوماس هوليس، وميتاستاسيو، وبندكت الرابع عشر، وهاينريش فون برول من بين مراسليه.

## حياته المبكرة
ولد ألغاروتي في البندقية وهو ابن تاجر ثري. كان والده وعمه من جامعي الأعمال الفنية. على عكس أخيه الأكبر، بونومو، لم ينضم إلى الشركة، وقرر أن يصبح مؤلفًا. حصل فرانشيسكو على تعليم كلاسيكي. ودرس العلوم الطبيعية والرياضيات في روما. ودرس الفيزياء التجريبية والطب في جامعة بولونيا تحت إشراف فرانشيسكو ماريا زانوتي في عام 1728، وكان يجري خلال ذلك تجارب في علم البصريات (أصبح زانوتي صديقًا له مدى الحياة). تلقى تعليمه في موطنه الأصلي في روما وبولونيا. قاده فضوله الشبابي إلى السفر على نطاق واسع، وزار باريس لأول مرة في أوائل العشرينات من عمره. وهناك، كان لتحضره، ومحادثته الرائعة، ومظهره الجميل، وذكائه المتنوع، تأثير سريع على مثقفين مثل بيير-لوي مورو دي موبرتوي وفولتير. وبعد ذلك بعامين، سافر إلى لندن، وأصبح زميلًا في الجمعية الملكية. تورط في مثلث الحب ثنائي الجنس مع السياسي جون هيرفي والسيدة ماري وورتلي مونتاجو. غادر ألغاروتي إلى إيطاليا وأنهى كتابه Neutonianismo per le dame (النيوتونية للسيدات) (1737 - المُهدى لبرنارد لو بوفييه دي فونتينيل)، وهو عمل يتكون من معلومات عن علم الفلك والفيزياء والرياضيات والمرأة والعلوم والتعليم.

## الحياة الشخصية والمهنية
تعرف ألغاروتي على أنطيوخوس كانتيمير، وهو دبلوماسي وشاعر وملحن مولدافي. دُعي لزيارة روسيا لحضور حفل زفاف الدوق أنتوني أولريش من برونزويك. في عام 1739 غادر مع اللورد بالتيمور من شيرنس إلى نيوكاسل أبون تاين. بسبب عاصفة شديدة لجأت السفينة إلى هارلينجن، واكتشف ألغاروتي «هذه المدينة الجديدة» التي أطلق عليها اسم النافذة العظيمة... التي تطل منها روسيا على أوروبا. بعد عودته من سانت بطرسبرغ، زار فريدريك الثاني في راينسبرغ. عاد ألغاروتي إلى إنجلترا العام التالي بسبب التزامات عديدة لديه هناك، ثم ذهب مع فريدريك الثاني إلى كونيغسبرغ.